# Newportia adisi
Newportia adisi är en mångfotingart som beskrevs av Anatoly A. Schileyko och Minelli 1999. Newportia adisi ingår i släktet Newportia och familjen Scolopocryptopidae.
Artens utbredningsområde är Peru. Inga underarter finns listade i Catalogue of Life.